# Erdnussflips

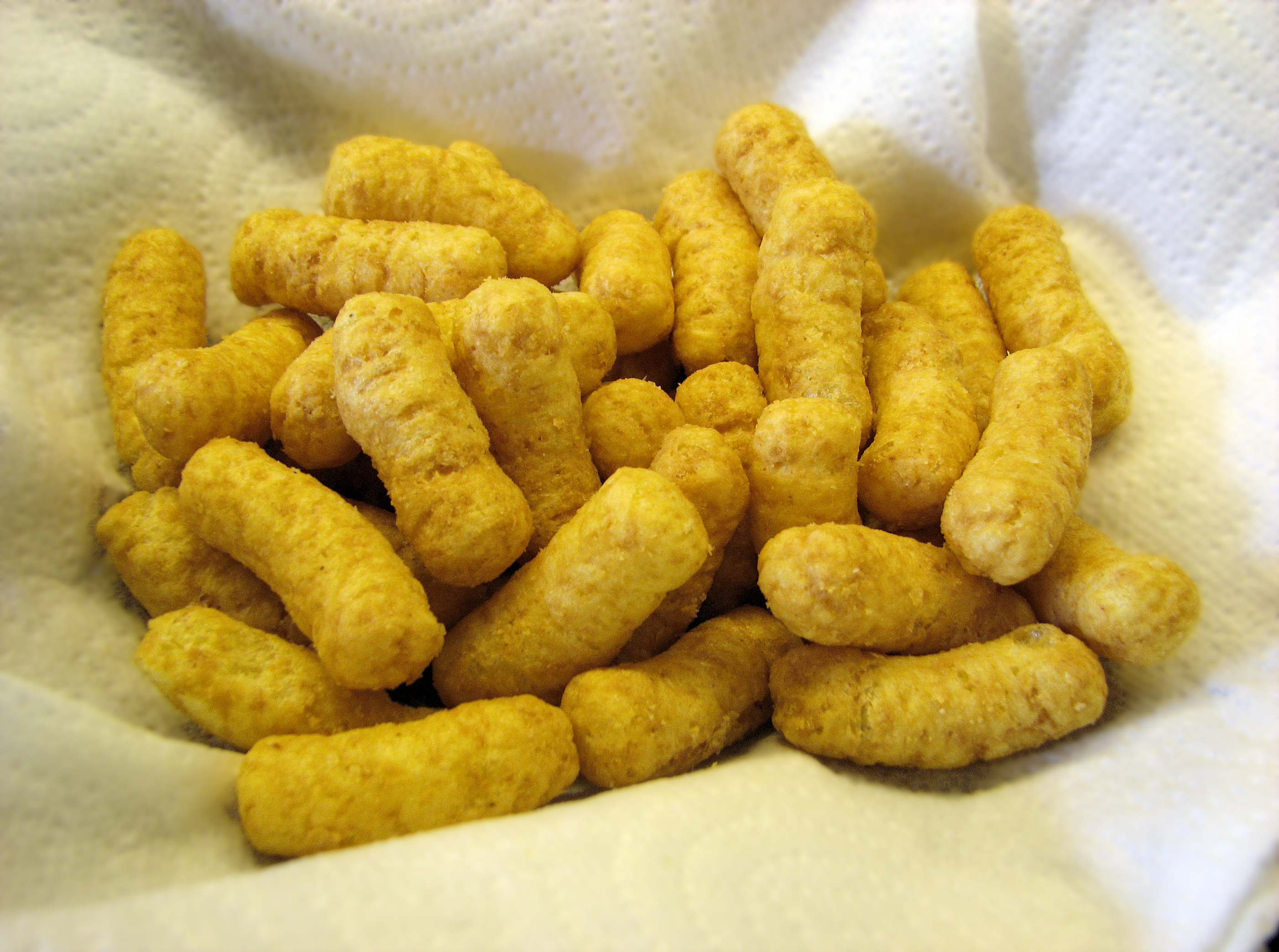

Los erdnussflips (en checo: křupky, en eslovaco: chrumky) son una especie de snacks elaborado con harina de maíz con una cierta cantidad de cacahuete (32% de porcentaje). La comercialización de este producto se centra en los supermercados de Alemania bajo la marca de la empresa Bahlsen, en otros países de Europa Central se comercializa bajo los nombres locales. Su aspecto es una bolsa con diferentes sabores.
En Israel este producto es conocido como 'Bamba' y es muy popular entre los jóvenes. En la República Checa el producto lleva el nombre "křupky" (de křupat - crujir), en Eslovaquia su nombre es "chrumky" (de chrumkať - crujir).

## Nutrición
El contenido de 50 g de estos Flips contienen cerca de 265 kilocalorías (kcal) o 1.109 kilojulios.